# Driefasige asynchrone motor

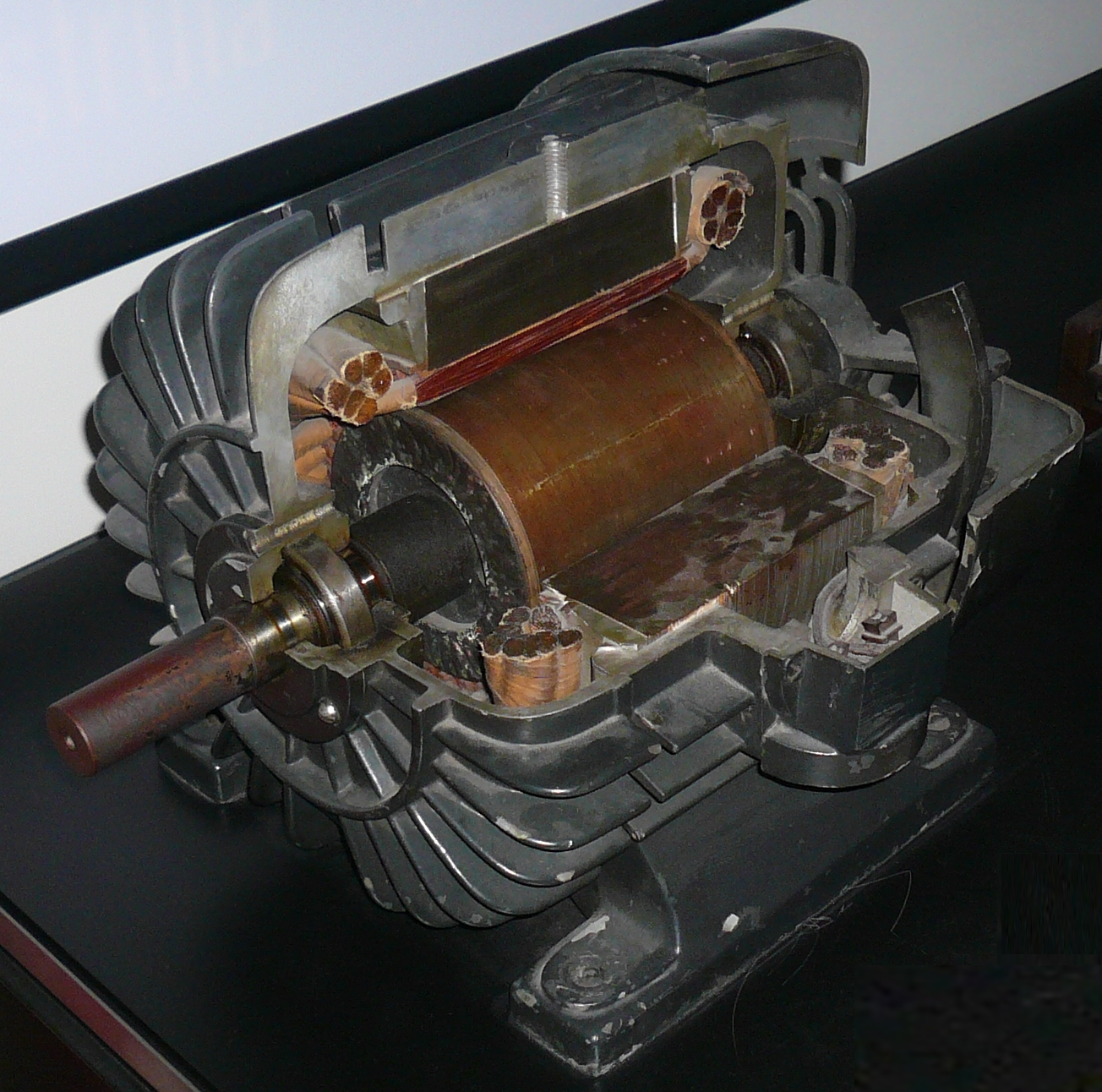
Constructie driefasige asynchrone motor

Draaiend magnetisch veld

De driefasige asynchrone motor heeft verschillende namen:
- inductiemotor (omdat een "magneet" geïnduceerd wordt in de rotor)
- driefaseninductiemotor (omdat de drie fasen een draaiend magnetisch veld opwekken)
- asynchrone motor (of niet-synchrone motor)
- draaistroommotor (omdat hij werkt met draaistroom)

## Geschiedenis
De ontwikkeling van de asynchrone motor (niet-synchrone motor) gaat terug op het werk van Galileo Ferraris, 1885, Michail von Dolivo-Dobrowolsky, 1889, en Nikola Tesla, 1887. Nikola Tesla staat vooral bekend als de uitvinder van de wisselstroomgenerator, de wisselstroomelektromotor, de transformator, de inductiemotor en van alle andere belangrijke componenten van het huidige elektriciteitsnet. Zijn grootste verdienste was dat Tesla het wisselstroomprincipe verder ontwikkelde en bijna alle benodigde infrastructuur om een betrouwbaar elektriciteitsnet op te zetten zelf uitvond. Na enige tijd was zelfs zijn grote concurrent Edison gedwongen zijn dure en inefficiënte gelijkstroomsysteem te laten varen en ook op wisselstroom over te gaan.
Nikola Tesla was eerder werkzaam geweest bij de Edison General Electric Company, maar hij ging daar weg omdat Edison de hem beloofde $50.000 voor het maken van de gelijkstroommotor niet uitkeerde. Edison zei dat het gewoon een grap was en dat hij Amerikaanse humor moest waarderen. Erger nog, na vertrek van Tesla, patenteerde Edison de gelijkstroommotor op zijn eigen naam. Tesla kwam na allerlei omzwervingen en teleurstellingen in contact met een ingenieur van de Western Union Telegraph Company, die het belang van zijn ideeën inzag en ervoor zorgde dat Tesla een laboratorium en  beginkapitaal kreeg. Tesla ontwikkelde in iets meer dan een jaar - van april 1887 tot mei 1888 - verschillende motoren voor wisselstroom, waaronder de meerfasige inductiemotor en drie verschillende systemen - eenfasig, tweefasig en driefasig - om elektriciteit door middel van wisselstroom te distribueren. Zijn meerfasige inductiemotor berustte op het principe van het magnetisch draaiveld, in dit geval opgewekt door twee of meer wisselstromen die uit fase zijn.
Met deze uitvinding werd in één klap een borstelloze motor verkregen die niet alleen efficiënt, simpel en goedkoop te bouwen was, maar die ook nauwelijks kapot kon gaan: de rotor en zijn lagers zijn de enige bewegende delen en dus ook de enige die kunnen slijten. Alle andere elektromotoren van die tijd gebruikten inefficiënte glijcontacten (koolborstels) en commutatoren (stroomomkeerders), allemaal onderdelen die verslijten en gemakkelijk kapot gaan. Voorts is dit type motor gemakkelijk voor hogere vermogens en hogere spanningen te bouwen en heeft het een constante snelheid. Bijna alle hedendaagse motoren zijn van dit type.

## Driefasige elektromotor
De driefasige asynchrone motor of driefaseïnductiemotor is een borstelloze asynchrone elektromotor, gevoed door een driefasewisselspanningssysteem. De motor wordt ook wel draaistroommotor of omgekeerde synchrone motor genoemd.
Een groot voordeel van dit type elektromotor is de onderhoudsvrije (geen koolborstels en commutator) en compacte constructie. Asynchrone motoren worden overal toegepast in de aandrijftechniek en ook bij zware machines en tractie-installaties van treinen, trams, metro's en trolleybussen. Door hun aanloopgedrag (hoge aanloopstroom tot ca. 6 à 8 × nominaal) moeten hier dan wel speciale aanloopschakelingen worden toegepast (aanlooptransformatoren, frequentieregelaars, softstarters of ster-driehoekschakelingen).

## Eenfasige elektromotor
Deze komen ook in het huishouden en de hobbysfeer voor, zoals in wasmachines en bij modelvliegtuigen. In het geval van wasmachines wordt gebruikgemaakt van eenfase-inductiemotoren. Deze motoren bevatten twee al of niet identieke wikkelingen. Eén wikkeling met een in serie geschakelde condensator wordt gebruikt om een faseverschuiving te veroorzaken wat een draaiveld oplevert. Voor de waarde van deze condensator hanteert men de volgende vuistregel: C=50.P waarbij C uitgedrukt wordt in µF en P uitgedrukt wordt in kilowatt (kW). Ook wordt soms een aanloopwikkeling gebruikt. Deze is meerpolig gewikkeld in de stator en kan door middel van een relais bij het starten worden bijgeschakeld. Als de motor op toeren is, schakelt het relais de aanloopwikkeling weer uit. Kleinere motoren gebruiken een kortsluitwikkeling die een klein deel van de magneetpolen in draairichting van de stator omvat en een vertraagd magnetisch veld genereert. Hierdoor zal de motor een klein startkoppel genereren en de motor in één richting starten.
Asynchrone motoren zijn onder te verdelen in de veel voorkomende kortsluitankermotor (KA-motor) of kooirotormotor, en de sleepringankermotor (SRA-motor) of sleepringrotormotor.

## Stator
De stator van een draaistroommotor bestaat uit minimaal drie identieke spoelgroepen. Elke spoelgroep bevat de spoelen van bij elkaar horende polen. De spoelgroepen, ook wel fasewikkelingen genoemd, worden voorzien van dezelfde wisselspanning, maar met faseverschillen van 120 graden. Bij een tweepolige motor, dat wil zeggen één paar polen per spoelgroep, maken de overeenkomende polen in de drie spoelgroepen hoeken van 120 graden met elkaar. Bij een 4-polige motor zijn er twee paar polen per spoelgroep. De hoek tussen de overeenkomende polen is dan 60 graden. Door het faseverschil tussen de spoelgroepen bereiken de polenparen na elkaar hun maximale magnetische veld. Daardoor ontstaat er een draaiend magnetisch veld, draaiveld genoemd.
Fasewikkelingen kunnen in ster of in driehoek worden aangesloten.
Bij de sterschakeling zijn de 3 fasewikkelingen op één punt (het sterpunt) aan elkaar gekoppeld. Kijkend vanuit 2 fasen van het voedende net staan er in feite 2 wikkelingen in serie. Dit betekent dat de spanning per wikkeling lager is dan de spanning tussen 2 fasen van het voedende net. Bij de driehoekschakeling staat iedere fasewikkeling tussen 2 fasen van de aangesloten draaistroom wisselspanning. Dan wordt dus per wikkeling wel de volledige fasespanning aangelegd. Het verschil in deze aansluitmogelijkheid kan worden benut bij het aanlopen van een asynchrone draaistroom motor. Bij de ster-driehoekschakeling worden bij het aanlopen allereerst de wikkelingen in ster geschakeld en na enige tijd in driehoek. Door de aanvankelijke serieschakeling zal de aanloopstroom van de motor aanzienlijk worden gereduceerd. Deze omschakeling kan handmatig worden gedaan of door middel van een ster-driehoekautomaat.

## Rotor
Het draaiende gedeelte (de rotor of het anker in het geval van de asynchrone kooirotormotor), bestaat uit een kooi van grote staven die aan de uiteinden zijn kortgesloten door een grote ring. (vandaar kortsluitankermotoren). De ruimte tussen de kooi is opgevuld met een weekijzerpakket. In de staven lopen zeer grote stromen die een tegen het statorveld in gericht tegenveld opwekken waardoor de rotor gaat draaien.

## Slip
De rotor probeert dit draaiveld te volgen (volgens de wet van Lenz probeert de rotor het draaiveld te ontwijken door mee te draaien in de richting van dit draaiveld). In tegenstelling tot de synchrone motor blijft de draaisnelheid van de rotor achter bij die van het draaiveld. Daarom spreekt men hier van een asynchrone motor. Het verschil in draaisnelheid tussen de rotor en de stator wordt de slip genoemd. Een asynchrone motor kan niet werken zonder slip. Het is namelijk de slip die de rotorfrequentie bepaalt. Zonder slip is de rotorfrequentie nul. De rotorfrequentie is de draaiveldfrequentie minus het rotortoerental. Er moet stroom (en daarmee veld) worden opgewekt in de rotor om een veld op te wekken tegenwerkend ten opzichte van het statorveld, anders kan de asynchrone motor niet draaien. Bij het aanzetten van de asynchronemotor is de rotorfrequentie maximaal.
Slip wordt berekend met de volgende formule:
{\displaystyle s={\frac {n_{s}-n_{r}}{n_{s}}}}
met:

{\displaystyle s} = slip 

{\displaystyle n_{r}} = toerental rotor in omw/min

{\displaystyle n_{s}} = toerental stator in omw/min

## Synchrone en asynchrone werking

### De rotor draait trager dan het statordraaiveld = niet synchrone snelheid of asynchrone snelheid
- Deze magneet induceert op de rotor een spanning volgens de wet van Lenz of wet van Faraday.

{\displaystyle {\vec {E}}=-{\vec {B}}\times {\vec {L}}\times {\vec {v}}}
Waarin
E de spanning is, uitgedrukt in volt
B het magnetisch veld is, in tesla
L de lengte van het staafje is, in meter
∆v  de relatieve snelheid tussen statordraaiveld en rotor of het snelheidsverschil, in m/s
- Deze geïnduceerde spanning doet een wervelstroom vloeien in de rotor.
- Deze stroom ontwikkelt een kracht de lorentzkracht Fl op de rotor.

{\displaystyle {\vec {F}}_{l}={\vec {B}}\times {\vec {I}}\times L}
Waarin
Fl de kracht is, oftewel de lorentzkracht in dit geval, uitgedrukt in newton
B het magnetisch veld is, in tesla
I de stroomsterkte van het deeltje is, in ampère
L de lengte van het staafje is, in meter
Dit zijn de lorentzkrachten. Deze kracht ontwikkelt een koppel dat de motor doet draaien.
Als de rotor stilstaat is ∆v of de verschilsnelheid maximaal. De geïnduceerde spanning op de rotor is dan ook maximaal. De stroom door de rotor is ook maximaal. De ontwikkelde krachten zijn ook maximaal. Deze motor heeft een zeer groot aanloopkoppel. Als hij aanloopt verbruikt hij wel zeer veel stroom. Men spreekt van een kortsluitstroom gedurende enkele ogenblikken.

### De rotor draait even snel als het statordraaiveld = synchrone snelheid
Wanneer nu het toerental van de motor even snel is als het toerental van de stator dan is de relatieve snelheid 0.
- Deze magneet induceert op de rotor een spanning E = B.l.∆v. Volgens de wet van Faraday of Lenz. ∆v is de relatieve snelheid tussen stator en rotor.

{\displaystyle {\vec {E}}=-{\vec {B}}\times {\vec {L}}\times 0}
Waarin
E de spanning is, uitgedrukt in volt
B het magnetisch veld is, in tesla
L de lengte van het staafje is, in meter
∆v de relatieve snelheid tussen statordraaiveld en rotor of het snelheidsverschil, in m/s. Deze is 0.
Dus E= 0 volt.
- Er vloeit geen stroom I meer in de rotor.
- Er wordt geen kracht Fl meer ontwikkeld op de rotor.

{\displaystyle {\vec {F}}_{l}={\vec {B}}\times \ 0\times {\vec {L}}}
Waarin
Fl de kracht is, oftewel de lorentzkracht, uitgeoefend op de rotor, uitgedrukt in newton
B het magnetisch veld is, in tesla
I de stroomsterkte van het deeltje is 0 ampère.
L de lengte van het staafje is, in meter
Er is geen kracht meer aanwezig. Fl = B.I.L = B .0. L = 0 newton.
De motor wordt lui. De motor vertraagt en zijn snelheid zal zich normaliseren op een snelheid trager dan de synchroonsnelheid. Er treedt een evenwicht op tussen het aandrijfkoppel en de belasting. Men noemt het verschil tussen de synchroonsnelheid en de effectieve snelheid de slip.
Men noemt deze motor een asynchrone motor of niet-synchrone motor (a staat voor niet) omdat hij niet even snel draait als het statordraaiveld. Hij draait trager.

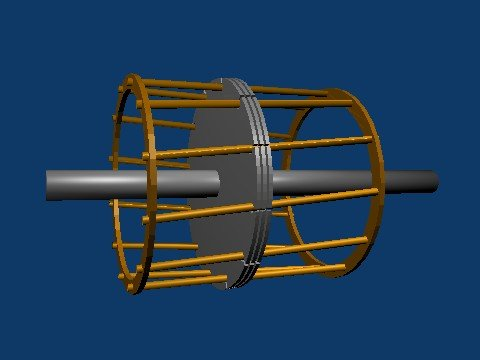
Model van een kooianker

Besluit: De motor kan nooit draaien met synchrone snelheid want dan wordt het aandrijfkoppel nul!

## Motorbedrijf
Als de rotor langzamer draait dan het draaiveld, is de slip positief. Als de rotor en het draaiveld even snel gaan is de slip 0. Staat de rotor stil, maar is het draaiveld in beweging dan is de slip 1. Als de slip hoger dan 1 is, draait de rotor in tegenovergestelde richting van het draaiveld. Dit heet 'tegenstroomremmen'. Een positieve slip kost elektriciteit: hoe hoger de slip, hoe hoger het stroomverbruik.

De slip wordt soms uitgedrukt als: {\displaystyle s={\frac {n_{s}-n_{r}}{n_{s}}}\times 100\%}

## Generatorbedrijf
Om een motor af te remmen moet de rotor sneller draaien dan het draaiveld. De slip is nu negatief. Een negatieve slip wekt elektriciteit op: hoe hoger de negatieve slip, hoe meer stroom er wordt opgewekt. Dit principe wordt gebruikt bij het elektrodynamisch remmen bij bijvoorbeeld treinen. Als de opgewekte energie niet kan worden teruggevoerd, zal deze verbruikt worden als warmte in remweerstanden.
Daarnaast worden synchrone motoren als synchrone generator in bepaalde type windturbines gebruikt voor het opwekken van elektriciteit. Voorwaarde hierbij is wel dat de windturbine altijd gekoppeld moet zijn aan het elektriciteitsnet, omdat er anders geen draaiveld (dus geen magnetisch veld) aanwezig is.

## Toerental
Het toerental van een draaistroommotor wordt (bij motorbedrijf) bepaald door de frequentie van de driefasenspanning. Met een frequentieregelaar kan, binnen zekere grenzen, elke gewenste frequentie van 10% tot 200% van 50 Hz en daarmee elk gewenst toerental ingesteld worden.
Een nadeel is dat bij hogere frequentie de verliezen in de motor steeds groter worden omdat het ontwerp van de motor optimaal is bij slechts een beperkt frequentiegebied. Een tweede nadeel is dat bij toerentalreductie onder nominaal de koeling van de op de motoras geplaatste ventilator afneemt. Dit kan weer opgelost worden door extra koelcapaciteit aan te brengen.
Overigens wordt met de frequentieregelaar niet alleen de frequentie maar ook meteen de spanning verhoogd of verlaagd (evenredig met de frequentie). Het werkelijke toerental n wordt mede bepaald door het aantal polen van de statorwikkeling, immers n = (f*60)/p waarbij f de netfrequentie is en p het aantal poolparen. In de USA met een netfrequentie van 60 Hz zullen alle Europese motoren dus sneller draaien. Echter de constructie van het blikpakket (statorijzer) in de motor van Europese en Amerikaanse e-motoren is verschillend, de Amerikaanse varianten zijn compacter. Door de hogere netfrequentie is de magnetiseertijd 20% korter dan bij 50 Hz. Daardoor is bij een even sterk magneetveld minder statorijzer nodig.
Het polental is uiteraard steeds even (magnetische noord- of zuidpolen kunnen niet zelfstandig bestaan).
| Pooltal | Poolparen | nsync 50 Hz | nsync 60 Hz |
| ------- | --------- | ----------- | ----------- |
| 2       | 1         | 3000 min−1  | 3600 min−1  |
| 4       | 2         | 1500 min−1  | 1800 min−1  |
| 6       | 3         | 1000 min−1  | 1200 min−1  |
| 8       | 4         | 750 min−1   | 900 min−1   |

Uit de tabel blijkt dat het toerental afhangt van de voedingsspanningfrequentie en het pooltal of aantal poolparen. Bij 50 Hz is het synchroontoerental 3000, 1500, 1000 of 750 omw/min. Echter, het werktuig dat door de motor wordt aangedreven verlangt soms een ander toerental.
Het toerental van de elektromotor kan op de volgende wijzen aangepast worden:
1. Door middel van mechanische opties
  1. Door het toerental aan te passen middels een V-snaar. Op zowel de motor als op het werktuig wordt een poelie gemonteerd. Door het geschikt kiezen van de verhouding tussen de diameters van beide poelies kan het toerental aangepast worden,
  2. Door gebruik te maken van een tandwielkast. De verhouding van de tandwielen bepaalt het uitgaande toerental
2. Door middel van conventionele elektrische opties
  1. de motor kan in plaats van een wikkeling uitgevoerd worden met twee wikkelingen, bijvoorbeeld een twee- en zespolige wikkeling. De verhouding van het pooltal is dan 1:3. Nadeel is dat meer ruimte in de motor nodig is en deze daardoor groter en duurder wordt dan bij een enkele wikkeling.
  2. Door het gebruik van een Dahlander-wikkeling. Dit is een wikkeling, die ook twee-toerentallen tot stand brengt, echter alleen mogelijk is met een toerentalverhouding van 1:2. Ook in dit geval is een grotere motorbehuizing nodig. Vóór de tijd dat er frequentieregelingen bestonden (1980) werd er veel gewerkt met de Dahlandermotor. Dit is een motor met twee poolparen en twee mogelijke draaisnelheden die zich verhouden als 1:2. Hier wordt een speciale wikkeling toegepast die over meerdere poolparen wordt verdeeld. De wikkelingen worden naar buiten gebracht op de klemmenplaat. De nominale toerentallen zijn: 3000/1500; 1500/750; 750/375
  3. Er is nog een mogelijkheid tot drie toerentallen. In dit geval wordt er naast de Dahlanderwikkeling nog een derde wikkeling ingevoegd.
  4. Door middel van een frequentieregelaar. Optie 1 en 2 zijn vanaf de begin jaren 1980 steeds meer vervangen door de frequentieregelaar.

Het toerental van de motor wordt geregeld door de frequentie van de voedingsspanning in te stellen met een frequentieregelaar:
{\displaystyle n_{r}=n_{s}\cdot (1-g)={\frac {f_{1}}{p}}\cdot (1-g)}
waarbij:
- nr = Rotortoerental dus het toerental de motoras
- ns = Statorveldtoerental, dit wordt opgedrongen door de frequentieregelaar
- g = De slip (verschil in toerental tussen statorveld en rotortoerental om koppel te produceren)
- f1 = De door de frequentieregelaar opgewekte frequentie
- p = Aantal poolparen, een constante (conventioneel is dit 2 bij een 4-polige motor)

Met andere woorden: de uitgaande frequentie van de frequentieregelaar bepaalt het toerental van de motor, en dat wel traploos van 10% tot 200% van het nominale toerental, wat in geen van de voorgaande gevallen mogelijk is. Een voorbeeld hiervan zijn de
treinstellen van het type VIRM van de Nederlandse Spoorwegen die worden aangedreven door asynchrone draaistroommotoren, waarbij het toerental wordt afgeregeld door middel van frequentieregelaars.

## Kenplaatje
Voorbeeld van een kenplaatje van een asynchrone motor:
| Mot 3~ 50/60 Hz         | IEC34 | IP54                |
| ----------------------- | ----- | ------------------- |
| MT90L24-4               |       |                     |
| 1.5 / 50 kW             |       | 1420 / 1710 tr/min  |
| 380-420 / 440-480 V - Y |       | 3.7 / 3.6 A         |
| 220-240 / 250-280 V - Δ |       | 6.4 / 6.3 A         |
|                         |       | cos φ = 0.75 / 0.78 |

## Aansluiting

Aansluitklemmen. In het zwart: de interne wikkelingen.
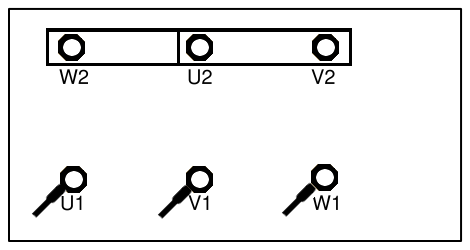
Steraansluiting
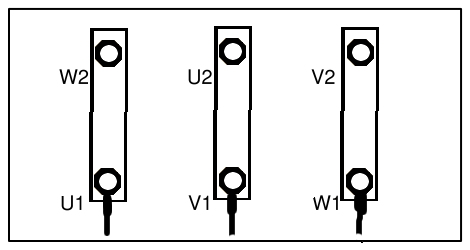
Driehoekaansluiting.
Links: aansluiting in ster. Rechts: aansluiting in driehoek.